# Osceola, Iowa
Osceola är administrativ huvudort i Clarke County i Iowa. Vid 2010 års folkräkning hade Osceola 4 929 invånare.

## Kända personer från Osceola
- Lloyd Thurston, politiker